# Davide Esposito
Pour les articles homonymes, voir Esposito.
Davide Esposito est auteur-compositeur-interprète italien.

## Biographie
Né à Naples, Davide Esposito a grandi dans les années 1980 en écoutant Lucio Dalla et Lucio Battisti. Musicien, arrangeur, programmateur, chanteur, auteur et compositeur, ses instruments de prédilection sont le piano, la guitare et la basse. 
Sa carrière d’auteur et compositeur l’a amené à travailler pour de nombreux artistes :  Céline Dion, Johnny Hallyday, M. Pokora, Nolwenn Leroy, Amaury Vassili, Grégory Lemarchal, Florent Pagny, Sylvie Vartan, Tina Arena, Emmanuel Moire, Vincent Niclo, Garou, Olympe, Mickael Miro, Amel Bent, Kelly Joyce, Joey Young, Murray Head, Martin Giroux, Cindy Daniel, Mario Pelchat, Edu Del Prado, Elodie Frégé, Michal, Ishtar, Hélène Segara, Kendji Girac, Lilian Renaud, Serge Lama, Amir, Patricia Kaas, Norimasa, Fujisawa, Saya, Yelena Neva, Dejan Ozarevic et d’autres, pour qui il a écrit, ou écrit toujours.
Ses chansons représentent plus de 12.000.000 d’albums et de singles vendus en France et dans le monde (notamment Etats-Unis, Canada, Mexique, Belgique, Suisse, Russie, Chine, Allemagne, Japon, Taiwan, Australie, Italie..). 
Davide a écrit avec d'autres auteurs et compositeurs dont :  Tony Nilsson, Luc Plamondon, Christophe Miossec, Ycare, Benoit Carré, Quentin Bachelet, Matthieu Mendes, Renaud Rebillaud, Marie-Jo Zarb, François Welgryn, Henrik Janson, Remi Lacroix, Murray Head, Jean-Felix Lalanne, Franck Fossey, Grégory Lemarchal, Katia Landréas, Isabelle Bernal, Mogol, Christian Walz, Mattias Blomdahl, Niklas Jarl, Yan Guillon, Lionel Florence, Stanislas Renoult, Yelena Neva, Edu Del Prado, Tina Arena, Eric Chemouny, Abril, Emmanuelle Cosso, Brendan Graham, Quentin Mosimann...
Davide Esposito a fait les premières parties de plusieurs artistes comme : Christophe Maé, Emmanuel Moire, Dany Brillant et a participé aux spectacles de Jean-Félix Lalanne Autour de la guitare et Double jeu. 

## Albums personnels
Davide Esposito a sorti trois albums personnels entre 2007 et 2015.
- Amore eterno

Le premier, sorti en décembre 2007 chez Peermusic/Warner Music France, Amore eterno (Amour éternel) comporte le single Io so che tu, qui a également figuré au top 20 des charts français. Cette chanson a été reprise en français par Grégory Lemarchal sous le titre Écris l’histoire en mars 2005. L’album qui comporte 15 titres est essentiellement en italien, mais rend également hommage à la France avec quelques chansons en français comme Elle était là, avec un texte de Lionel Florence et Que toi au monde écrite avec Luc Plamondon et reprise très par Céline Dion sur l'album Sans attendre.
- Un uomo

Le second album de Davide intitulé Un uomo est sorti le 14 juin 2010 chez AZ. Le premier single Ti amo figure au top 10.
L'album comporte 12 titres, dont un duo avec Julien Doré Via da te et un autre avec Claudia Cardinale Dolce Vita,.
- Roma California

2015 voît la publication du troisième opus, Roma California, une adaptation (complètement revisitée) en Italien, de grands standards de la musique californienne. Parmi les titres à souligner, un duo avec Nina Zilli. L’album entre dans le Top 10 iTunes et le Top 20 des Charts français. Il en est vendu un peu plus de 40.000 exemplaires.

## Récompenses
En France, Davide Esposito a obtenu les prix suivants:
-       Le Prix Sacem Vincent Scotto en 2008 pour le titre “De temps en temps”, écrit pour et interprété par Gregory Lemarchal, et désigné « chanson de l’année »
-       Le Prix de l’UNAC (Union des compositeurs français) en 2012 pour la chanson “Juste pour me souvenir” composée pour Nolwenn Leroy
-       Le Grand Prix SACEM le 5 décembre 2016. Cette distinction le désigne « comme compositeur de l’année ». Il reçoit le prix aux Folies Bergère, des mains de Claudia Cardinale. https://www.youtube.com/watch?v=3haGQTHHPt8
-    Le Prix de la Création Musicale  le désigne  "Compositeur de l'Année" en 2017

## Discographie

### Collaborations
En sept ans, 44 de ses compositions se sont retrouvées dans le top 20 des classements en France, au Canada, en Australie, Belgique, Suisse, Italie et à Hong Kong[réf. nécessaire] :
- 2003 : Vivre la vie - Kelly Joyce, album, no 1
- 2004 : Italian Love Song - Tina Arena, no 10
- 2004 : Viens jusqu’à moi - Élodie Frégé et Michal, no 8
- 2004 : Baryton - Florent Pagny, album, no 1
- 2004 : La neige en été, Give Me a Reason, Ouvre-moi le ciel, Je ne plaisante pas, Tu sei dentro di me - Sylvie Vartan[6]
- 2005 : Écris l’histoire - Grégory Lemarchal, no 2
- 2005 : Mon ange - Grégory Lemarchal
- 2006 : Le monde où je vais - Mario Pelchat, album, no 1
- 2006 : Là où je pars - Emmanuel Moire
- 2007 : De temps en temps - Grégory Lemarchal, no 1
- 2008 : Restons amis - Grégory Lemarchal, no 9
- 2008 : Le tout premier jour - Cindy Daniel, album, no 1
- 2009 : Vincero - Amaury Vassili
- 2009 : Cléopâtre
- 2012 : Dracula, l'amour plus fort que la mort
- 2012 : Que toi au monde - Céline Dion
- 2012 : Sauve-toi - M. Pokora
- 2012 : Un nouveau jour - Johnny Hallyday
- 2012 : Juste pour me souvenir - Nolwenn Leroy
- 2013 : Merci - Olympe
- 2013 : J'apprendrai - Mickaël Miro
- 2013 : Toutes mes erreurs, Tu sais - Garou
- 2014 : C'est simple - Olympe
- 2014 : Jusqu'à l'ivresse - Vincent Niclo
- 2014 : L'amour est enfant du poème - Vincent Niclo
- 2014 : Amore puro - Vincent Niclo
- 2015 : Pour ne plus avoir peur - Lilian Renaud
- 2015 : C'est Trop - Kendji Girac
- 2015 : Ma Solitude - Kendji Girac
- 2016 : Sans Nous - Patricia Kaas
- 2016 : Je serai là - Serge Lama
- 2016 : A ta manière - Amir
- 2016 : Tourne moi la tête - Ishtar
- 2017: Ton combat - Arcadian
- 2017: Ce que tu m'as appris - Arcadian
- 2017: Ton amourant - Amir
- 2017: Ecris l'histoire - Kids United
- 2017: Le garçon du couloir - Lou
- 2017: Et après - Lou
- 2017 : Maintenant - Caroline Costa
- 2018 : Donde estas : Ludan
- 2018 : Ali di libertà : Andrea Bocelli
- 2018 : Que Dieu me pardonne : Kendji Girac, duo avec Claudio Capéo
- 2018 : Que Vendra : Zaz
- 2018 : SI c'était a refaire : Zaz
- 2018 : A perte de rue (live) : Zaz
- 2018 : Je reviens : Claudio Capéo
- 2018 : La lumière ou la rage : Claudio Capéo
- 2018 : Que Dieu me pardonne : Claudio Capéo, duo avec Kendji Girac
- 2018 :  L'instant suprême : Ycare
- 2018 :  Adieu je t'aime : Ycare
- 2019 : Besoin d'air : Lou
- 2019 : Donne-moi : Lou
- 2019 : J'ai su : Anaïs Delva
- 2020 : Control : Bilal Hassani